# 六鰓魟屬
六鰓魟科（hexatrygonidae）是軟骨魚綱板鰓亞綱燕魟目的其中一科。

## 分布
本魚分布於印度太平洋區，包括台灣、日本、澳洲、夏威夷群島、南非等海域。

## 深度
水深350至1120公尺。

## 分類
六鰓魟科原分為一屬6種，但Compagno's 1999 checkist 認為短吻六鰓魟（Hexatrygon brevirostra）、長吻六鰓魟（Hexatrygon longirostra）、台灣六鰓魟（Hexatrygon taiwanensis）、楊氏六鰓魟（Hexatrygon yangi）皆為比氏六鰓魟（Hexatrygon bickelli）的同種異名。

## 特徵
本魚體型扁平，體盤前端為尖三角形，後部為圓形。吻尖長而柔軟，鰓裂6對。體背面為褐色，吻部灰色，腹面白色。尾細長，前1/3處具一根刺棘，體長可達143公分。

## 生態
為深海底棲性魚類，屬肉食性，以小型底棲性動物為食。

## 經濟利用
不具食用性，多做為下雜魚處理。